# Barrio Carpintero
Barrio Carpintero är en ort i Mexiko.   Den ligger i kommunen San Juan de los Cués och delstaten Oaxaca, i den sydöstra delen av landet, 270 km sydost om huvudstaden Mexico City. Barrio Carpintero ligger 2 243 meter över havet och antalet invånare är 133.
Terrängen runt Barrio Carpintero är bergig åt sydväst, men åt nordost är den kuperad. Barrio Carpintero ligger uppe på en höjd. Runt Barrio Carpintero är det ganska tätbefolkat, med 78 invånare per kvadratkilometer. Närmaste större samhälle är San Gabriel Casa Blanca, 18,5 km nordväst om Barrio Carpintero. Omgivningarna runt Barrio Carpintero är en mosaik av jordbruksmark och naturlig växtlighet.